# Hapoel Beer Szewa
Amutat Hapoel Beer Szewa (hebr. ‏עמותת הפועל באר שבע‎) – izraelski klub piłkarski, mający siedzibę w mieście Beer Szewa.

## Historia
Klub został założony w 1949 roku. W 1965 debiutował w najwyższej lidze. W sezonie 1969/70 klub spadł do Liga Alef, ale po sezonie nieobecności powrócił. W sezonie 1974/75 zdobył pierwsze mistrzostwo, a dopiero w 1997 Puchar Izraela. W sezonie 2004/05 został zdegradowany do Liga Leumit. W 2007 były właściciel Eli Zino sprzedał klub Alonie Barkat, a w sezonie 2008/09 zespół awansował do Premier Ligi.

## Sukcesy
- Premier Liga: 1974/75, 1975/76, 2015/16, 2016/17, 2017/18
- Puchar Izraela: 1997, 2020, 2022
- Toto Cup: 1988/89, 1995/96
- Toto Cup (Leumit): 2008/09

## Obecny skład
| Nr | Poz. | Piłkarz          |
| -- | ---- | ---------------- |
| 1  | BR   | Ari’el Harusz    |
| 3  | PO   | Dawid Keltjens   |
| 4  | OB   | Miguel Vítor (c) |
| 5  | OB   | Ejad Abu Abajd   |
| 7  | PO   | Ramzi Safuri     |
| 9  | NA   | Itaj Szechter    |
| 10 | PO   | Dor Micha        |
| 11 | NA   | Sagiw Jehezkel   |
| 12 | OB   | Awiw Solomon     |
| 13 | NA   | Eugene Ansah     |
| 14 | NA   | Elton Acolatse   |
| 15 | PO   | Tomer Josefi     |
| 17 | PO   | Ilaj Madmon      |

| Nr | Poz. | Piłkarz           |
| -- | ---- | ----------------- |
| 18 | OB   | Etan Tibi         |
| 21 | PO   | Davide Petrucci   |
| 23 | PO   | Gal Lewi          |
| 26 | PO   | Ro’i Gordana      |
| 30 | OB   | Or Dadia          |
| 35 | OB   | Mariano Bareiro   |
| 36 | BR   | Niw Eliasi        |
| 44 | OB   | Hatem Abd Elhamed |
| 55 | BR   | Omri Glazer       |
| 70 | NA   | Danilo Asprilla   |
| 77 | NA   | Rotem Hatuel      |
| 99 | NA   | Itamar Szwiro     |
|    | NA   | Kais Ganem        |